# Relaciones Guatemala-Sri Lanka
Las relaciones Guatemala-Sri Lanka son las relaciones internacionales entre Sri Lanka y Guatemala. Los dos países establecieron relaciones diplomáticas el 26 de febrero de 2013.

## Relaciones diplomáticas
Guatemala y Sri Lanka entablaron relaciones diplomáticas el 26 de febrero de 2013. Anteriormente, ambos países mantienen embajadores concurrentes desde Nueva York, posteriormente Guatemala nombró a la Embajada de Guatemala en India como concurrente para Sri Lanka.